# نلی کالیکووا
نلی کالیکووا (استونیایی: Nelli Kalikova؛ زادهٔ ۱۶ فوریهٔ ۱۹۴۹) سیاستمدار و نماینده سابق مجلس اهل استونی است.